# Paul Zielinski
Paul Zielinski (20 de novembre de 1911 - 20 de febrer de 1966) fou un futbolista alemany. Va formar part de l'equip alemany a la Copa del Món de 1934.